# Општина Албешти (Констанца)
Албешти (рум. Albeşti) општина је у Румунији у округу Констанца.
Oпштина се налази на надморској висини од 70 m.